# Raffaele de Cosa
Raffaele de Cosa (Napoli, 24 maggio 1778 – Napoli, 29 febbraio 1856) è stato un ammiraglio italiano.

## Biografia
Prestò servizio nella Real Marina del Regno delle Due Sicilie.
Appena uscito dall'Accademia con il grado di alfiere nel 1793, prese parte alla spedizione contro i francesi a Tolone, continuando nella Crociera della flotta anglo-napoletana sul Mediterraneo con il grado di tenente di vascello.
Nel 1800 partecipò all'assedio di Genova, per la sua condotta ottenne la Medaglia d'Oro.
Nel 1807 prestò servizio sotto Giuseppe Bonaparte combattendo nel Canale di Procida contro la squadra anglo-siciliani. Nel 1810 al comando del brigantino Sparviero fu fatto prigioniero e condotto in Sicilia. Grazie a uno scambio di prigionieri nel 1814 rientrava a Napoli e prese i gradi di capitano di fregata, partecipando l'anno successivo alla campagna di Murat, contro l'Austria.
Nel 1828 imbarcato sulla fregata Regina Isabella partecipò a una dimostrazione contro il bey di Tripoli. Cannoneggiò il porto senza esito. Nel viaggio di ritorno catturò una nave barbaresca nel mare di Sicilia.
Nel ventennio che seguì gli furono affidati importanti incarichi esplorativi e diplomatici. Nel 1843 gli fu affidato l'incarico di accompagnare la principessa Teresa Cristina in Brasile dove andava sposa all'imperatore Pedro II. Fu il più lungo viaggio compiuto dalla flotta napoletana di quel periodo poiché fu fatto esclusivamente con navi a vapore.
Nel 1844 promosso al grado di Brigadiere. Nel 1848 comandò la squadra napoletana che trasportò ad Ancona il generale Pepe, che raggiungeva il corpo di spedizione in marcia verso il Po per la guerra contro l'Impero austriaco. Proseguì per Venezia dove giunse ai primi di maggio del 1848. Insieme al comandante della marina sarda Albini e della marina veneta Bua prese parte al blocco di Trieste.
Il 28 maggio venne richiamato da re Ferdinando II, che aveva abbandonato la guerra nazionale per agire contro Messina. De Cosa, nobilmente, domandò di essere sostituito dal comando e, esonerato dal servizio, si ritirò a vita privata.